# Salebarbes
Salebarbes est un groupe de musique traditionnelle acadienne. Il est composé de Jean-François Breau, Jonathan Painchaud, Éloi Painchaud, Kevin McIntyre et George Belliveau.

## Historique
Le groupe s'est formé en 2019, qui était au départ un projet sans ambition pour sauvegarder les chansons traditionnelles acadiennes et cadienne, mais qui devant une réaction enthousiaste du public, les propulse dans la scène culturelle francophone au Canada et en Acadie,.
Le 10 octobre 2021, le groupe participe à Tout le monde en parle.
Le 24 avril 2022, le groupe participe à Star Académie.
Le 23 juin 2022, le groupe participe au Spectacle de la fête nationale du Québec sur les plaines d’Abraham à Québec.
À la fin de l’été 2024, Salebarbes enclenche sa tournée À boire deboutte, proposant des spectacles dans la province de Québec et en Acadie. En décembre 2024, ce sont 41 représentations en salle sur 44 qui affichent complet.

## Prix et nominations

### 2020
- Prix Félix, Album traditionnel de l'année, ADISQ[7]

### 2022
- Prix Félix, Groupe ou duo de l'année, ADISQ[8]
- Nomination, Album de l'année - réinterprétion, ADISQ
- Nomination, Chanson de l'année, ADISQ

### 2023
- Prix Félix, Chanson de l'année, ADISQ[9]
- Prix Félix, Spectacle de l’année - Variétés-interprétations, ADISQ[10]
- Nomination, Album de l'année - succès populaire, ADISQ
- Nomination, Groupe ou duo de l'année, ADISQ

### 2024
- Prix Félix, Meilleur album country - À boire deboutte, ADISQ
- Prix Félix, Spectacle de l'année - À boire deboutte, ADISQ
- Nomination, Album de l’année – Succès populaire au gala de l’ADISQ pour l’album À boire deboutte[11]
- Nomination, Chanson de l’année au gala de l’ADISQ pour la chanson Tite gomme[12]